# 豫州 (辽朝)
豫州，辽朝的头下军州。为横帐陈王牧地，南至辽上京三百里。户五百。《辽史》对其记载简略，具体是哪一位陈王不详。有考证认为应是被赐姓耶律氏的韩德崇及韩制心父子。当代发现的寂善大师（耿淑仪）墓志的记载“淑仪耿氏，礼葬于誉州东，赤崖之北”。因此誉州可能是它正确的称呼。

## 豫州城
豫州的治所——豫州城城址不详，根据现代考古，1975年发现的位于内蒙古自治区通辽市扎鲁特旗巴雅尔图胡硕镇别日木图嘎查的温都尔哈达古城应当是豫州城遗址。城池为长方形，周长1460米，东南北面各有一门，西面有两门。城池西侧有塔布呼都河穿过。
1989年定为原哲里木盟重点文物保护单位。2006年9月，以“巴雅尔图胡硕城址”之名称列入第四批内蒙古自治区文物保护单位。2013年3月，和扎鲁特旗的另一处辽朝墓地——寂善大师墓地，以“豫州城遗址及墓地”的名称被中国国务院列为第七批全国重点文物保护单位（古遗址）。